# Liste der Kulturdenkmale in Zahna-Elster
In der Liste der Kulturdenkmale in Zahna-Elster sind die Kulturdenkmale der Stadt Zahna-Elster im Landkreis Wittenberg und ihrer Ortsteile zusammengestellt. Grundlage ist das Denkmalverzeichnis des Landes Sachsen-Anhalt, das auf Basis des Denkmalschutzgesetzes des Landes Sachsen-Anhalt erstellt und seither laufend ergänzt wurde (Stand: 31. Dezember 2022).

## Kulturdenkmale nach Ortsteilen

### Zahna
| Lage                                                                                                 | Bezeichnung                          | Beschreibung | Erfassungs- nummer | Ausweisungsart               | Bild                                 |
| --- | ------------------------------------ | --- | ------------------ | ---------------------------- | ------------------------------------ |
| Bahnhofstraße 26 (Karte)                                                                             | Güterabfertigung                     | ältester und einziger erhaltener Teil der ehemaligen Bahnhofsanlage von 1841                                                 | 094 36074          | Baudenkmal                   | Weitere Bilder                       |
| Bahnhofstraße, am Ratsteich (Karte)                                                                  | Kriegerdenkmal                       | Granitstele mit Reliefs und Inschriften zum Gedenken an die im Ersten Weltkrieg gefallenen Einwohner                         | 094 36073          | Baudenkmal                   | Kriegerdenkmal                       |
| Burgstraße 1–15, Friedrich-Engels-Straße 1–18, 36–55, Karl-Marx-Platz 1–13, Mittelstraße 1–9 (Karte) | Altstadt                             | aus der Zeit der flämischen Kolonisation stammende Anlage eines Straßendorfes                                                |                    | Baudenkmal                   | BW                                   |
| Burgstraße 56 (Karte)                                                                                | Wohnhaus                             | Bau in Formen des Spätbarock mit klassizistischer Putzfassade                                                                | 094 36077          | Baudenkmal                   | BW                                   |
| Dr.-Kurt-Fischer-Straße 6 (Karte)                                                                    | Wohnhaus                             | in Backsteinbauweise errichtetes Wohnhaus mit Klinker-Putzfassade und Zierelementen, 1902                                    | 094 36078          | Baudenkmal                   | Wohnhaus                             |
| Dr.-Kurt-Fischer-Straße 8 (Karte)                                                                    | Wohnhaus                             | Backsteinbau mit Putzfassade in Formen des Neubarock und Jugendstil, 1904                                                    | 094 36079          | Baudenkmal                   | Wohnhaus                             |
| Friedrich-Engels-Straße 1–18, 36–55 (Karte)                                                          | Altstadt                             | siehe Burgstraße 1–15, 45–68                                                                                                 |                    | Baudenkmal                   | Altstadt                             |
| Friedrich-Engels-Straße 4 (Karte)                                                                    | Wohn- und Geschäftshaus              | Backsteinbau mit Klinkerfassade in Formen des Jugendstil, 1910                                                               | 094 36080          | Baudenkmal                   | Wohn- und Geschäftshaus              |
| Friedrich-Engels-Straße 13 (Karte)                                                                   | Wohnhaus                             | Fachwerkbau mit spätklassizistischer Putzfassade, um 1880                                                                    |                    | Baudenkmal                   | Wohnhaus                             |
| Friedrich-Engels-Straße 28 (Karte)                                                                   | Postamt                              | Eckbau mit Klinkerfassade und Jugendstiltür, ehemaliges kaiserliches Postamt, 1908                                           | 094 36082          | Baudenkmal                   | Postamt                              |
| Friedrich-Engels-Straße 33 (Karte)                                                                   | Wohn- und Geschäftshaus              | in Backsteinbauweise errichtetes Gebäude mit Klinker-Putzfassade in Formen der Neorenaissance, 1877                          | 094 36083          | Baudenkmal                   | Wohn- und Geschäftshaus              |
| Friedrich-Engels-Straße 39 (Karte)                                                                   | Wohn- und Geschäftshaus              | ehemaliges Ackerbürgerhaus mit spätklassizistischer Putzfassade, 1889                                                        | 094 036084         | Baudenkmal                   | Wohn- und Geschäftshaus              |
| Friedrich-Engels-Straße 51 (Karte)                                                                   | Wohn- und Geschäftshaus              | in Backsteinbauweise errichteter Bau mit barockisierenden Jugendstilformen, 1914                                             | 094 36085          | Baudenkmal                   | Wohn- und Geschäftshaus              |
| Friedrich-Engels-Straße 54 (Karte)                                                                   | Ackerbürgerhaus                      | Ackerbürgerhaus | 094 36086          | Baudenkmal                   | BW                                   |
| Jüterboger Straße 6 (Karte)                                                                          | Gaststätte „ZUR GOLDENEN WEINTRAUBE“ | Gaststätte Backsteinbau mit spätklassizistischer Klinkerfassade, um 1900                                                     | 094 36090          | Baudenkmal                   | Gaststätte „ZUR GOLDENEN WEINTRAUBE“ |
| Jüterboger Straße 43                                                                                 | Saalbau                              | Saalbau | 094 36090 001      | Teilobjekt eines Baudenkmals |                                      |
| Jüterboger Straße 42, 43 (Karte)                                                                     | Hospital Zum Heiligen Geist          | Hospital, Kapelle 1754 in böhmischen Barockformen errichteter Nachfolgebau des im Dreißigjährigen Krieg zerstörten Hospitals | 094 36087          | Baudenkmal                   | Weitere Bilder                       |
| Jüterboger Straße 42 (Karte)                                                                         | Kapelle                              | Kapelle | 094 36087 001      | Teilobjekt eines Baudenkmals | Weitere Bilder                       |
| Jüterboger Straße 44 (Karte)                                                                         | Ackerbürgerhaus                      | Fachwerkbau mit Putzfassade, um 1840                                                                                         | 094 36088          | Baudenkmal                   | Ackerbürgerhaus                      |
| Jüterboger Straße 51 (Karte)                                                                         | Ackerbürgerhof                       | Hofanlage aus der Mitte des 19. Jahrhunderts                                                                                 | 094 36089          | Baudenkmal                   | Ackerbürgerhof                       |
| Karl-Marx-Platz 1–13 (Karte)                                                                         | Altstadt                             | siehe Burgstraße 1–15, 45–68                                                                                                 |                    | Baudenkmal                   | BW                                   |
| Karl-Marx-Platz 7 (Karte)                                                                            | Wohnhaus                             | villenartiger Bau in Formen des späten Historismus, 1902                                                                     |                    | Baudenkmal                   | BW                                   |
| Am Rathaus 1 (Karte)                                                                                 | Rathaus                              | neugotischer Backsteinbau, 1897                                                                                              | 094 36092          | Baudenkmal                   | Rathaus                              |
| Kirchplatz 3 (Karte)                                                                                 | Pfarrhaus                            | Pfarrhaus villenartiger Backsteinbau mit Garten und Einfriedung, 1889                                                        | 094 36093          | Baudenkmal                   | BW                                   |
| Koordinaten fehlen! Hilf mit.                                                                        | Einfriedung                          | Einfriedung | 094 36093 001      | Teilobjekt eines Baudenkmals |                                      |
| Koordinaten fehlen! Hilf mit.                                                                        | Gartenlaube                          | Gartenlaube | 094 36093 002      | Teilobjekt eines Baudenkmals |                                      |
| Koordinaten fehlen! Hilf mit.                                                                        | Garten                               | Garten | 094 36093 003      | Teilobjekt eines Baudenkmals |                                      |
| Kirchplatz 4 (Karte)                                                                                 | Wohn- und Geschäftshaus              | Wohn- und Geschäftshaus verputzter, in Backsteinbauweise und mit Zierfachwerk versehener Bau, 1879                           | 094 36094          | Baudenkmal                   | BW                                   |
| Kirchplatz (Karte)                                                                                   | Kirche St. Marien                    | 1719 vereinfacht wieder errichteter Nachfolgebau einer ursprünglich dreischiffigen Pfeilerbasilika                           | 094 36072          | Baudenkmal                   | Weitere Bilder                       |
| Mittelstraße 1–9 (Karte)                                                                             | Altstadt                             | siehe Burgstraße 1–15, 45–68                                                                                                 |                    | Baudenkmal                   | BW                                   |
| Am Rathaus 8 (Karte)                                                                                 | Gasthof                              | Gasthof Backsteinbau aus der Mitte des 19. Jahrhunderts mit Jugendstil-Putzfassade,                                          | 094 36095          | Baudenkmal                   | BW                                   |
| Koordinaten fehlen! Hilf mit.                                                                        | Saalbau                              | Saalbau | 094 36095 001      | Teilobjekt eines Baudenkmals |                                      |
| Rahnsdorfer Straße 4 (Karte)                                                                         | Kath. Kirche St. Joseph              | Kirchenbau der katholischen Gemeinde, 1956/57 errichtet                                                                      | 094 36096          | Baudenkmal                   | BW                                   |
| Rahnsdorfer Straße 12 (Karte)                                                                        | Bauernhaus                           | Villa villenartiger, im Landhausstil errichteter Massivbau, um 1900                                                          | 094 36097          | Baudenkmal                   | Bauernhaus                           |
| Koordinaten fehlen! Hilf mit.                                                                        | Wirtschaftsgebäude                   | Wirtschaftsgebäude | 094 36097 001      | Teilobjekt eines Baudenkmals |                                      |
| Koordinaten fehlen! Hilf mit.                                                                        | Einfriedung                          | Einfriedung | 094 36097 002      | Teilobjekt eines Baudenkmals |                                      |
| Rahnsdorfer Straße 17 (Karte)                                                                        | Wohnhaus                             | Wohnhaus villenartiger Bau in Formen des späten Historismus, um 1900                                                         | 094 36098          | Baudenkmal                   | Wohnhaus                             |
| Koordinaten fehlen! Hilf mit.                                                                        | Einfriedung                          | | 094 36098 001      | Teilobjekt eines Baudenkmals |                                      |
| Seydaer Straße 2 (Karte)                                                                             | Villa                                | Villa im Landhausstil errichtete Villa, 1902                                                                                 | 094 36099          | Baudenkmal                   | Villa                                |
| Koordinaten fehlen! Hilf mit.                                                                        | Wirtschaftsgebäude                   | Wirtschaftsgebäude | 094 36099 001      | Teilobjekt eines Baudenkmals |                                      |
| Koordinaten fehlen! Hilf mit.                                                                        | Einfriedung                          | Einfriedung | 094 36099 002      | Teilobjekt eines Baudenkmals |                                      |
| Seydaer Straße, Jüterboger Straße (Karte)                                                            | Friedhof Zahna                       | Friedhof bereits 1584 angelegter Friedhof mit historischen Grabanlagen                                                       | 094 36100          | Baudenkmal                   | BW                                   |
| Seydaer Straße, Friedhof                                                                             | Feierhalle                           | Feierhalle | 094 36100 001      | Teilobjekt eines Baudenkmals |                                      |
| Jüterboger Straße, Seydaer Straße, Friedhof                                                          | Grabmal                              | Grabmal | 094 36100 002      | Teilobjekt eines Baudenkmals |                                      |
| Triftstraße 3 (Karte)                                                                                | Mühle                                | Turmstumpf einer Holländerwindmühle, um 1900                                                                                 | 094 36101          | Baudenkmal                   | Mühle                                |
| Triftstraße 14 (Karte)                                                                               | Wohnhaus                             | in Backsteinbauweise errichteter villenartiger Bau, um 1900                                                                  | 094 36102          | Baudenkmal                   | BW                                   |
| verlängerte Bachstraße (Karte)                                                                       | Brücke                               | zweibogige Gewölbebrücke, 1841                                                                                               | 094 36075          | Baudenkmal                   | Weitere Bilder                       |

### Bülzig
| Lage                                         | Bezeichnung | Beschreibung                                                            | Erfassungs- nummer | Ausweisungsart               | Bild           |
| -------------------------------------------- | ----------- | ----------------------------------------------------------------------- | ------------------ | ---------------------------- | -------------- |
| Dorfstraße 1, 2, 3, 4, 5, 6, 7, 8, 9, 10, 11 | Ortskern    |                                                                         | 094 35382          | Denkmalbereich               |                |
| Parkstraße 1                                 | Villa       | Villa Fabrikantenvilla in Backsteinbauweise mit Klinkerfassade, um 1900 | 094 36106          | Baudenkmal                   |                |
| Koordinaten fehlen! Hilf mit.                | Garten      | Garten                                                                  | 094 36106 001      | Teilobjekt eines Baudenkmals |                |
| Koordinaten fehlen! Hilf mit.                | Remise      | Remise                                                                  | 094 36106 002      | Teilobjekt eines Baudenkmals |                |
| Parkstraße 1                                 | Einfriedung |                                                                         | 094 35383 001      | Baudenkmal                   |                |
| Platz der Jugend (Karte)                     | Kirche      | Kirche Feldsteinkirche mit Fachwerk im Turmaufsatz, um 1300             | 094 36105          | Baudenkmal                   | Weitere Bilder |
| Schlossstraße 7 (Karte)                      | Wohnhaus    | villenartiger Backsteinbau, um 1880                                     | 094 36107          | Baudenkmal                   | BW             |

### Dietrichsdorf
| Lage                            | Bezeichnung  | Beschreibung                                                                                              | Erfassungs- nummer | Ausweisungsart | Bild         |
| ------------------------------- | ------------ | --- | ------------------ | -------------- | ------------ |
| Dorfstraße 19–24, 29–36 (Karte) | Dorfkern     | in Form eines Rundplatzdorfes im Zuge der deutschen Kolonisation des 12. Jahrhunderts angelegter Dorfkern | 094 35865          | Baudenkmal     | BW           |
| Dorfstraße (Karte)              | Pauluskirche | Backsteinkirche im Rundbogenstil, 1862 – 1864 errichtet                                                   | 094 35355          | Baudenkmal     | Pauluskirche |

### Elster
| Lage                        | Bezeichnung                                                                   | Beschreibung                                                                                           | Erfassungs- nummer | Ausweisungsart               | Bild              |
| --------------------------- | ----------------------------------------------------------------------------- | --- | ------------------ | ---------------------------- | ----------------- |
| Dresdener Straße 38 (Karte) | Villa mit Scheune                                                             | Villa mit erhaltener Innenausstattung, um 1930                                                         | 094 35091          | Baudenkmal                   | Villa mit Scheune |
| Dresdener Straße 38         | Scheune                                                                       | Scheune                                                                                                | 094 35091 001      | Teilobjekt eines Baudenkmals |                   |
| Dresdener Straße 38         | Garten                                                                        | Garten                                                                                                 | 094 35091 002      | Teilobjekt eines Baudenkmals |                   |
| Dresdener Straße 38         | Einfriedung                                                                   | Einfriedung                                                                                            | 094 35091 003      | Teilobjekt eines Baudenkmals |                   |
| Markt 6 (Karte)             | Schifferhaus                                                                  | in Fachwerkbauweise errichtetes zweistöckiges Gebäude, 1830 als Gefechtsstand des General York genutzt | 094 35092          | Baudenkmal                   | Schifferhaus      |
| (Karte)                     | Kirchhof mit Kirche, Pfarrhaus, Wirtschaftsbau, Feierhalle und Kriegerdenkmal | geschlossener historisch zusammenhängender Denkmalbereich                                              | 094 35090          | Denkmalbereich               | BW                |
| (Karte)                     | Kirche                                                                        | Saalbau mit Westturm in Backsteinbauweise, 1867                                                        | 094 35089          | Baudenkmal                   | Kirche            |
| (Karte)                     | Bockwindmühle                                                                 | Bockwindmühle aus der ersten Hälfte des 19. Jahrhunderts                                               |                    | Baudenkmal                   | Bockwindmühle     |
| Zufuhrstraße (Karte)        | Bahnhof                                                                       | Zufuhrstraße                                                                                           | 094 36290          | Baudenkmal                   | Bahnhof           |

### Gadegast
| Lage                      | Bezeichnung                               | Beschreibung                                                                          | Erfassungs- nummer | Ausweisungsart               | Bild           |
| ------------------------- | ----------------------------------------- | ------------------------------------------------------------------------------------- | ------------------ | ---------------------------- | -------------- |
| Gadegast 6                | Backhaus                                  | Backhaus                                                                              | 094 35566          | Baudenkmal                   |                |
| (Karte)                   | Kirche mit Einfriedung und Kriegerdenkmal | Kirche Feldsteinkirche aus dem 13. Jahrhundert                                        | 094 35095          | Baudenkmal                   | Weitere Bilder |
| auf dem Dorfanger (Karte) | Kirchhof                                  | Kirchhof                                                                              | 094 35095 001      | Teilobjekt eines Baudenkmals | BW             |
| auf dem Dorfanger (Karte) | Kriegerdenkmal Gadegast                   | Kriegerdenkmal                                                                        | 094 35095 002      | Teilobjekt eines Baudenkmals | BW             |
| Dorfstraße 14 (Karte)     | Pfarrhaus mit Einfriedung und Vorgarten   | in Fachwerkbauweise errichtetes zweistöckiges Gebäude von 1718, 1927 massiv ummantelt | 094 35093          | Baudenkmal                   | BW             |
| Dorfstraße 15 (Karte)     | Bauernhaus                                | Bauernhaus Massivbau mit geklinkerter Fassadengestaltung, 1910                        | 094 35094          | Baudenkmal                   | BW             |

### Gallin
| Lage              | Bezeichnung | Beschreibung | Erfassungs- nummer | Ausweisungsart | Bild   |
| ----------------- | ----------- | ------------ | ------------------ | -------------- | ------ |
| Gallin 34 (Karte) | Schule      | Schule       | 094 35398          | Baudenkmal     | Schule |

### Gielsdorf
| Lage                         | Bezeichnung | Beschreibung                            | Erfassungs- nummer | Ausweisungsart | Bild      |
| ---------------------------- | ----------- | --------------------------------------- | ------------------ | -------------- | --------- |
| Gielsdorf, Dorfanger (Karte) | Wegweiser   | Wegweiser, 2017 als Denkmal ausgewiesen | 094 36698          | Kleindenkmal   | Wegweiser |

### Klebitz
| Lage                            | Bezeichnung   | Beschreibung                                      | Erfassungs- nummer | Ausweisungsart | Bild           |
| ------------------------------- | ------------- | ------------------------------------------------- | ------------------ | -------------- | -------------- |
| Klebitzer Dorfstraße 24 (Karte) | Pfarrhaus     | Bau in Formen des Spätbarock, um 1800             | 094 36104          | Baudenkmal     | BW             |
| Am Felde 3 (Karte)              | Neubauernhaus | langgestrecktes Wohnstallhaus, um 1948            | 094 36103          | Baudenkmal     | BW             |
| Dorfstraße (Karte)              | Kirche        | Feldsteinkirche in neoromanischen Formen, 1848/49 | 094 35384          | Baudenkmal     | Weitere Bilder |
| Straße nach Rahnsdorf (Karte)   | Distanzstein  | Sandsteinpfeiler mit Entfernungsangaben, um 1875  | 094 97950          | Baudenkmal     | BW             |

### Külso
| Lage                                         | Bezeichnung | Beschreibung                                                 | Erfassungs- nummer | Ausweisungsart | Bild      |
| -------------------------------------------- | ----------- | ------------------------------------------------------------ | ------------------ | -------------- | --------- |
| Dorfstraße 1–6, 12–16 (Karte)                | Dorfkern    | als Rundplatz angelegter Dorfkern aus dem Spätmittelalter    | 094 35866          | Denkmalbereich | Dorfkern  |
| Kreisstraße 2017, Abzweig nach Külso (Karte) | Wegweiser   | Sandsteinpfeiler als Zeugnis der Verkehrsgeschichte, um 1875 | 094 35356          | Kleindenkmal   | Wegweiser |

### Leetza
| Lage                  | Bezeichnung | Beschreibung                                                                                                   | Erfassungs- nummer | Ausweisungsart               | Bild           |
| --------------------- | ----------- | --- | ------------------ | ---------------------------- | -------------- |
| Dorfstraße 44 (Karte) | Schmiede    | Schmiede ehemalige Dorfschmiede in Formen des späten Jugendstils, um 1910                                      | 094 35379          | Baudenkmal                   | Schmiede       |
| (Karte)               | Wohnhaus    | Wohnhaus | 094 35379 001      | Teilobjekt eines Baudenkmals | Wohnhaus       |
| Dorfstraße (Karte)    | Kirche      | Kirche Feldsteinkirche aus der ersten Hälfte des 13. Jahrhunderts, Mitte des 18. Jahrhunderts barock erweitert | 094 35357          | Baudenkmal                   | Weitere Bilder |
| (Karte)               | Einfriedung | Einfriedung | 094 35357 001      | Teilobjekt eines Baudenkmals | Einfriedung    |

### Meltendorf
| Lage          | Bezeichnung                                  | Beschreibung                                               | Erfassungs- nummer | Ausweisungsart | Bild                                         |
| ------------- | -------------------------------------------- | ---------------------------------------------------------- | ------------------ | -------------- | -------------------------------------------- |
| Nr. 1 (Karte) | Bauernhaus mit straßenseitigen Nebengebäuden | Hofanlage in Backsteinbauweise und Klinkerfassade, um 1890 | 094 35155          | Baudenkmal     | Bauernhaus mit straßenseitigen Nebengebäuden |
| Nr. 2 (Karte) | Hofanlage                                    | in Backsteinbauweise errichtete Hofanlage, um 1900         | 094 35156          | Baudenkmal     | Hofanlage                                    |

### Mühlanger
| Lage                                                   | Bezeichnung  | Beschreibung                                                                                   | Erfassungs- nummer | Ausweisungsart               | Bild         |
| ------------------------------------------------------ | ------------ | ---------------------------------------------------------------------------------------------- | ------------------ | ---------------------------- | ------------ |
| An der Greye (Karte)                                   | Bahnhof      | historische Bahnstation in Backsteinbauweise, um 1904                                          | 094 36291          | Baudenkmal                   | Bahnhof      |
| Dorfstraße 34                                          | Schule       | ehemalige Dorfschule, um 1890                                                                  |                    | Baudenkmal                   |              |
| Hohndorfer Straße 44 (Karte)                           | Wohnhaus     | Klinkerbau in Formen der Neuen Sachlichkeit, um 1940                                           | 094 35558          | Baudenkmal                   | BW           |
| Lindenstraße 1–9, 11, 13 (Karte)                       | Straßenzug   | ursprünglich erhaltene Dorfstraße mit geschlossenen Hofanlagen                                 | 094 35397          | Baudenkmal                   | BW           |
| Lindenstraße 8 (Karte)                                 | Taubenhaus   | in Backsteinbauweise errichtetes Taubenhaus aus dem späten 19. Jahrhundert                     | 094 35396          | Baudenkmal                   | BW           |
| Wittenberger Straße 7 (Karte)                          | Villa        | Villa ehemalige Fabrikantenvilla in Formen des Jugendstil, um 1904                             | 094 35395          | Baudenkmal                   | BW           |
| Koordinaten fehlen! Hilf mit.                          | Garten       | Garten                                                                                         | 094 35395 001      | Teilobjekt eines Baudenkmals |              |
| Koordinaten fehlen! Hilf mit.                          | Einfriedung  | Einfriedung                                                                                    | 094 35395 002      | Teilobjekt eines Baudenkmals |              |
| Wittenberger Straße 48 (Karte)                         | Wohnhaus     | Wohnhaus in Architekturformen der Heimatschutzbewegung, 1936/38                                | 094 35556          | Baudenkmal                   | BW           |
| Wittenberger Straße 93 (Karte)                         | Wohnhaus     | Wohnhaus Einfamilienhaus mit Garten, Zeugnis für die Neubebauung der 1939 gegründeten Gemeinde | 094 35557          | Baudenkmal                   | BW           |
| Koordinaten fehlen! Hilf mit.                          | Garten       | Garten                                                                                         | 094 35557 001      | Teilobjekt eines Baudenkmals |              |
| Wittenberger Straße, Abzweig Hohndorfer Straße (Karte) | Distanzstein | Distanzstein Kursächsische Postmeilensäule, 1723                                               | 094 35560          | Kleindenkmal                 | Distanzstein |
| Wittenberger Straße (Karte)                            | Fabrik       | schlossartige Anlage mit Nebengebäuden, 1904                                                   | 094 35394          | Baudenkmal                   | BW           |

### Rahnsdorf
| Lage                                   | Bezeichnung | Beschreibung | Erfassungs- nummer | Ausweisungsart | Bild           |
| -------------------------------------- | ----------- | --- | ------------------ | -------------- | -------------- |
| Heßlermühle 1 (Karte)                  | Mühle       | Fachwerkbau aus der Zeit um 1800, 1820 massiv ummantelt, ehemaliges Mühlengehöft mit Taubenhaus aus der Zeit um 1920                                               | 094 35389          | Baudenkmal     | Mühle          |
| Lindenstraße 43 (Karte)                | Pfarrhof    | in Backsteinbauweise errichtetes Pfarrhaus mit Einfriedung und Garten                                                                                              | 094 35390          | Baudenkmal     | Pfarrhof       |
| Lindenstraße, Klebitzer Straße (Karte) | Kirche      | Feldsteinkirche ursprünglich von 1480 (Vorgängerbauten aus Holz ab 1248), 1685 barock umgebaut, Turmaufsatz aus dem Jahr 1785 (nach anderer Quelle ebenfalls 1685) | 094 35391          | Baudenkmal     | Weitere Bilder |

### Woltersdorf
| Lage                    | Bezeichnung | Beschreibung                                                              | Erfassungs- nummer | Ausweisungsart               | Bild           |
| ----------------------- | ----------- | ------------------------------------------------------------------------- | ------------------ | ---------------------------- | -------------- |
| Dorfstraße 1–11 (Karte) | Dorfkern    | Dorfkern als Rundplatz angelegter Dorfkern aus dem 12. Jahrhundert        |                    | Baudenkmal                   | Dorfkern       |
| Dorfstraße 10 (Karte)   | Kirche      | Kirche Saalkirche nach einem Entwurf von Karl Friedrich Schinkel, um 1857 | 094 35383          | Baudenkmal                   | Weitere Bilder |
| (Karte)                 | Einfriedung | Einfriedung                                                               | 094 35383 001      | Teilobjekt eines Baudenkmals | Einfriedung    |
| Woltersdorf 1 (Karte)   | Bauernhof   | Bauernhof 2021 als Baudenkmal ausgewiesen.                                | 094 36705          | Baudenkmal                   | Bauernhof      |

### Zallmsdorf
| Lage                          | Bezeichnung        | Beschreibung | Erfassungs- nummer | Ausweisungsart               | Bild           |
| ----------------------------- | ------------------ | --- | ------------------ | ---------------------------- | -------------- |
| Dorfstraße 14 (Karte)         | Gasthof            | Gasthof Dorfgasthof mit Saalbau, in Klinkerbauweise errichtet, Ende des 19. Jahrhunderts                                    | 094 35381          | Baudenkmal                   | BW             |
| Koordinaten fehlen! Hilf mit. | Wohnhaus           | Wohnhaus | 094 35381 001      | Teilobjekt eines Baudenkmals |                |
| Koordinaten fehlen! Hilf mit. | Altenteil          | Altenteil | 094 35381 002      | Teilobjekt eines Baudenkmals |                |
| Koordinaten fehlen! Hilf mit. | Saalbau            | Saalbau | 094 35381 003      | Teilobjekt eines Baudenkmals |                |
| Koordinaten fehlen! Hilf mit. | Wirtschaftsgebäude | Wirtschaftsgebäude | 094 35381 004      | Teilobjekt eines Baudenkmals |                |
| Dorfstraße (Karte)            | Kirche             | 1697 errichteter Nachfolgebau einer im Dreißigjährigen Krieg zerstörten romanischen Feldsteinkirche aus dem 13. Jahrhundert | 094 35380          | Baudenkmal                   | Weitere Bilder |

### Zemnick
| Lage    | Bezeichnung          | Beschreibung                                          | Erfassungs- nummer | Ausweisungsart | Bild           |
| ------- | -------------------- | ----------------------------------------------------- | ------------------ | -------------- | -------------- |
| (Karte) | Kirche mit Dorfanger | in Backsteinbauweise errichtete Saalkirche, 1887–1888 | 094 35205          | Baudenkmal     | Weitere Bilder |
| (Karte) | Ortskern             | Ortskern                                              | 094 35329          | Denkmalbereich | Ortskern       |

## Ehemalige Kulturdenkmale nach Ortsteilen
Die nachfolgenden Objekte waren ursprünglich ebenfalls denkmalgeschützt oder wurden in der Literatur als Kulturdenkmale geführt. Die Denkmale bestehen heute jedoch nicht mehr, ihre Unterschutzstellung wurde aufgehoben oder sie werden nicht mehr als Denkmale betrachtet. Mitunter sind Einzelobjekte aber noch immer Bestandteil eines geschützten Denkmalbereichs.

### Elster (Elbe)
| Lage                                    | Bezeichnung  | Beschreibung | Erfassungs- nummer | Ausweisungsart | Bild |
| --------------------------------------- | ------------ | ------------ | ------------------ | -------------- | ---- |
| Dresdner Straße 1, Markt 18 am Elbdeich | Häusergruppe | Häusergruppe | 094 35088          |                |      |
| Markt 18 am Elbdeich                    | Gasthof      | Zum Anker    | 094 35087          |                |      |

### Klebitz
| Lage          | Bezeichnung | Beschreibung | Erfassungs- nummer | Ausweisungsart | Bild |
| ------------- | ----------- | ------------ | ------------------ | -------------- | ---- |
| Dorfstraße 64 | Kulturhaus  |              | 094 35385          |                |      |

### Mühlanger
| Lage                 | Bezeichnung | Beschreibung                                         | Erfassungs- nummer | Ausweisungsart | Bild |
| -------------------- | ----------- | ---------------------------------------------------- | ------------------ | -------------- | ---- |
| Hohndorfer Straße 55 | Wohnhaus    | Klinkerbau in Formen der Neuen Sachlichkeit, um 1940 | 094 35559          |                |      |

### Zahna
| Lage          | Bezeichnung    | Beschreibung | Erfassungs- nummer | Ausweisungsart | Bild |
| ------------- | -------------- | ------------ | ------------------ | -------------- | ---- |
| Burgstraße 45 | Handwerkerhaus |              | 094 36076          |                |      |

## Legende
In den Spalten befinden sich folgende Informationen:
- Lage: Nennt den Straßennamen und wenn vorhanden die Hausnummer des Kulturdenkmals. Die Grundsortierung der Liste erfolgt nach dieser Adresse. Der Link „Karte“ führt zu verschiedenen Kartendarstellungen und nennt die geographischen Koordinaten.
Link zu einem Kartenansichtstool, um Koordinaten zu setzen. In der Kartenansicht sind Baudenkmale ohne Koordinaten mit einem roten bzw. orangen Marker dargestellt und können in der Karte gesetzt werden. Baudenkmale ohne Bild sind mit einem blauen bzw. roten Marker gekennzeichnet, Baudenkmale mit Bild mit einem grünen bzw. orangen Marker.
- Offizielle Bezeichnung: Nennt den Namen, die Bezeichnung oder zumindest die Art des Kulturdenkmals und verlinkt, soweit vorhanden, auf den Artikel zum Objekt.
- Beschreibung: Nennt bauliche und geschichtliche Einzelheiten des Kulturdenkmals, vorzugsweise die Denkmaleigenschaften.
- Erfassungsnummer: Für jedes Kulturdenkmal wird in Sachsen-Anhalt eine 20stellige Erfassungsnummer vergeben. Die letzten zwölf Ziffern werden für die Untergliederung nach Teilobjekten genutzt und werden nur angegeben, soweit vergeben. In dieser Spalte kann sich folgendes Icon  befinden, dies führt zu Angaben zu diesem Baudenkmal bei Wikidata.
- Ausweisungsart: Die Einordnung des Denkmales nach § 2 Abs. 2 DenkmSchG LSA
- Bild: Ein Bild des Denkmales, und gegebenenfalls einen Link zu weiteren Fotos des Kulturdenkmals im Medienarchiv Wikimedia Commons. Wenn man auf das Kamerasymbol klickt, können Fotos zu Kulturdenkmalen aus dieser Liste hochgeladen werden: